# الیوت اسمیت
استیون پاول «الیوت» اسمیت (به انگلیسی: Steven Paul "Elliott" Smith) (۶ اوت ۱۹۶۹ — ۲۱ اکتبر ۲۰۰۳) خواننده و آهنگ‌ساز آمریکایی بود. اسمیت در اوماها، نبراسکا به دنیا آمد و در تگزاس بزرگ شد و قسمت زیادی از عمرش را در پورتلند جایی که برای اولین بار محبوبیت را کسب نمود، گذرانید. ساز موسیقی اصلی او گیتار بود و مهارت بالایی در پیانو، کلارینت، گیتار باس، درامز و هارمونیکا داشت. اسمیت صدایی بسیار ممتاز و مشخص داشت که سبک آواز او با «آهسته خواندن (نجوا کردن)» و استفاده از تکنیک‌های مولتی ترک برای ساختن لایه‌های مختلف موسیقی، بافت‌ها و هارمونی‌ها شناخته می‌شد.
بعد از چندین سال اجرای آهنگ‌های راک در گروه هیت‌مایزر او کارهای تنهایی خود را در سال ۱۹۹۴ آغاز کرد و برچسپ‌های موسیقی مستقل خود را با نام‌های کاویتی سرچ و کیل راک استارز آماده ساخت. در سال ۱۹۹۷ قراردادی را با دریم‌ورکز ریکاردز به امضاء رسانید که توسط آن توانست دو آلبوم را عرضه کند. اسمیت برجستگی کاری بسیار زیادی را توسط ترانه «میس میزری» موسیقی متن فیلم گود ویل هانتینگ که برای جایزه اسکار برای «بهترین آهنگ ابتکاری» نیز نامزد شده بود در سال ۱۹۹۸ به دست آورد.
اسمیت از افسردگی، الکلیسم و اعتیاد به داروهای مخدر رنج می‌برد که بیشتر در آهنگ‌هایش نیز این مشکلات آشکار بود. در سن ۳۴ سالگی، او در لس آنجلس، کالیفرنیا با دو زخم ناشی از چاقو روی سینه‌اش جان سپرد. کالبد شکافی نیز برای نشان دادن اینکه آیا این یک خودکشی بوده یا خیر بی‌نتیجه بود. اسمیت در زمان مرگش روی ششمین آلبوم استودیویی خود، از یک زیرزمین روی تپه، که پس از مرگش منتشر شد کار می‌کرد.

## اوایل زندگی
استیون پاول اسمیت در بیمارستان کلارکسون واقع در اوماها، نبراسکا به دنیا آمد. مادرش بونی ولچ معلم موسیقی در یک مدرسه ابتدایی و پدرش گری اسمیت در همان زمان در دانشگاه نبراسکا مشغول به تحصیل در بخش پزشکی بود. والدین او تقریباً یک‌سال بعد از هم جدا شدند و اسمیت همراه با مادرش به دانکن‌ویل در تگزاس نقل مکان نمود. بعدها اسمیت یک خالکوبی از نقشه تگزاس را روی بازویش نقاشی کرد و گفت: «من این را به خاطر دوست داشتن تگزاس نقاشی نکردم، تقریباً برعکس است. اما من این را فراموش نخواهم کرد، اگرچه من فریفته آن شده‌ام چون اصلاً اینجا را دوست ندارم.»
اسمیت کودکی سخت و مشکلات فراوانی همراه با ناپدری‌اش چارلی ولچ داشت.:۳ بعدها اینطور باور داشت که توسط ولچ در کودکی مورد سوءاستفاده جنسی قرار گرفته بود. او این قسمت سخت از زندگی‌اش را در ترانه‌ای با نام «اندکی آواز» (به انگلیسی: Some Song) اینطور بیان می‌کند، «چارلی تو را هفته به هفته کتک می‌زند، و هنگامی که تو بزرگ می‌شوی یک انسان عجیب خواهی بود.»:۳ نام «چارلی» در چند ترانه دیگر او نیز به چشم می‌خورد، ترانه‌هایی مانند «گُل‌هایی برای چارلی» و «مرد بدون اعتماد». خانواده او در طول بیشترین دوران کودکی اسمیت عضو «جامعه مسیح» بودند اما بعداً شروع به رفتن به یک کلیسای مذهبی متدیست نمودند و همان‌جا اسمیت احساس کرد که رفتن به کلیسا برای او ارزش کمی دارد جز اینکه «او را فقط از جهنم می‌ترساند».:۱۲–۱۴ در مصاحبه‌ای در سال ۲۰۰۱ اعلام کرد، «من لزوماً به یک روش خاص روحانیت معتقد نیستم بلکه روش خودم را دارم».
در سن ۹ سالگی اسمیت شروع به نواختن پیانو نمود و در سن ۱۰ به یادگیری گیتاری که پدرش برای او خریده بود آغاز نمود. در همین سن او قطعه‌ای موسیقی همراه با پیانو با نام «فنتری» نواخت که موفق به کسب جایزه‌ای از فستیوال هنرها گردید.:۲ بیشتر افرادی که در ریشه مادری او بودند سررشته‌ای از موسیقی نداشتند؛ پدربزرگش درامر دیکسی‌لند بود و مادربزرگش در یک کلوپ شادی می‌خواند.:۲
در سن ۱۴ سالگی اسمیت به پورتلند نقل مکان نمود تا همراه با پدرش زندگی کند که در آن زمان یک روان‌پزشک بود. در همین اوقات بود که اسمیت شروع به استفاده از داروهای مخدر شامل الکل همراه با دوستان نمود. همچنین اولین بار بود که او همراه با دوستانش شروع به ضبط آهنگ‌هایی با اجاره کردن یک ضبط‌کننده ۴-تراک نمودند. در طول دبیرستان، اسمیت به نواختن کلارینت در باندهای مدرسه نمود و همچنین گیتار، پیانو و خوانندگی را نیز در همین اوقات همراه با باندهایی چون «استرینجر دن فیکشن»:۳ و «موردر آف کراوز» تمرین کرد که خودش را با نام‌هایی چون «استیون اسمیت» یا «جانی پنیک» معرفی می‌کرد. او از دبیرستان لینکولن به عنوان «شاگرد ممتاز و شایسته» فارغ شد.:۴
بعد از فراغت از مدرسه او خودش را «الیوت» نامید و اظهار کرد که نام «استیو» بیشتر شبیه به یک «جوک» برای او است و «استیون» نامی بسیار کتابی است.:۴ مطابق به دوستانش او همچنین نامی مستعار برای خودش به عنوان «الیوت استیل‌واتر-روتر» در طول فعالیتش در گروه «موردر آف کراودز» داشت. بیوگرافی‌نویس «اس.آر. شات» فکر می‌کند که نام الیوت یا از خیابان الیوت، جایی که اسمیت در آن در پورتلند زندگی می‌کرد، گرفته شده یا توسط دوست‌دخترش به او پیشنهاد داده شده‌است. نظر دیگری نیز بیان می‌کند که او نمی‌خواسته نامش همراه با استیو اسمیت از گروه «جورنی» اشتباه گرفته شود.

## کارها

### ۱۹۹۱—۱۹۹۳: هیت‌مایزر
در ۱۹۹۱ اسمیت از دانشگاه همپشایر در ماساچوست در رشته فلسفه و علوم سیاسی فارغ شد. «مستقیماً چهار سال را در این رشته گذرانید،» او بعداً در مجله زیر رادار در سال ۲۰۰۳ اینطور بیان کرد: «فکر می‌کنم به خودم ثابت کردم که کاری را که واقعاً نمی‌خواستم انجام دادم، آن‌هم برای چهار سال. فقط اینکه چیزی را که تحصیل می‌کردم دوست داشتم. در همان وقت اینطور معلوم می‌شد که،» این اولین و تنها شانس تو برای وارد شدن به دانشگاه است و بهتر است که انجامش بدهی چون روزی آرزو خواهی کرد که انجام می‌دادی. «همچنین بیشترین دلیلی که من برای این رشته ثبت‌نام کردم دوست‌دخترم بود و من همه چیز را پذیرفته بودم با اینکه روز پیش از آن از هم جدا شده بودیم.» بعد از فارغ شدن، اسمیت به پورتلند بازگشت و با درجه لیسانس فلسفه در یک نانوایی مشغول به کار شد.
فکر می‌کنم موسیقی سرانجام مرا شکست خواهد داد، [با خنده]... اما من آماده‌ام.— الیوت اسمیت، استرینج پارالل (۱۹۹۸)
اسمیت زمانی که در همپشایر زندگی می‌کرد، گروه هیت‌مایزر را همراه با همکلاسی‌اش «نیل گاست» تشکیل داد.:۵ پس از فارغ‌التحصیل شدن از همپشایر، گروه، درامر و بیسیست خود را، تونی لش و برندت پیترسون را اضافه کردند و در سال ۱۹۹۲ در اطراف پرتلند شروع به اجرا کردند. گروه آلبوم‌های هوای مرده (۱۹۹۳)، پلیس‌ها و شتابگرها (۱۹۹۴) و یلو نامبر ۵ را از «فرانتیر ریکاردز» عرضه کردند و بعد از آن همراه با ویرجین ریکادرز برای آلبومی که در واقع آخرین آلبوم آن‌ها بود، مایک سیتی سانز (۱۹۹۶) قراردادی امضا کردند.
در همین زمان‌ها، اسمیت و گاست روی چندین پروژه عجیب در اطراف پورتلند مانند نصب سیستم‌های کف آشپزخانه، انداختن شن‌ریزه، انتقال درخت‌های خیزران و نقاشی سقف بارخانه‌ها مشغول به کار شدند. این دو همچنین بیکار بودند که کمک‌های هنرمندی را دریافت کردند.
اسمیت در هنگامی که با گروه هیت‌مایزر همکاری می‌کرد، کارهای تکی خود را شروع کرد و موفقیت دو آلبوم اولش او را از گروه بسیار فاصله داد. هیت‌مایزر پیش از عرضه آلبوم مایک سیتی سانز منحل شد و ویرجین آلبوم را به صورت نامطلوبی به یکی از ناشرهای دیگرش کارولین ریکاردز واگذار کرد. در آن زمان اسمیت روی آلبوم اکس‌او کار می‌کرد.

### ۱۹۹۴: رومن کندل
اولین آلبوم او با نام رومن کندل (۱۹۹۴)، تقریباً بعد از زمانی که دوست‌دخترش در همان زمان او را متقاعد کرده بود که نوارهای «هشت ترانه اخیرش را که توسط گیتار ساخته بود» به کاویتی سرچ بفرستد، عرضه شد. کریستوفر کوپر، رئیس کاویتی سرچ بلافاصله درخواست انتشار آلبوم کاملی از ترانه‌ها را داد، زیرا او از غافلگیر شده بود و انتظار چیز بسیار کمی را داشت. با توجه به موسیقی، اسمیت گفت: "من فکر می‌کردم که اگر این ترانه‌ها را عرضه کنم، شاید سر مرا از تنم جدا می‌کردند چون در آن‌وقت گرانج بسیار عمومی و عامه پسند بود… آلبوم به راستی بسیار موفق بود، که برای من یک شوک غیرمنتظره بود و متأسفانه باعث از بین رفتن گروه [هیت‌مایزر] هم شد.
اسمیت احساس می‌کرد ترانه‌های انفرادی او با ترانه‌هایی که در هیت‌مایزر انجام می‌داد نیست: «ایده شروع [موسیقی‌ام] برای مردم، برای من اتفاق نیفتاد… چون در آن زمان از آمریکای شمال‌غربی—مادهانی و نیروانا بودند و اگر کسی می‌خواست یک شوی موسیقی صدایی را ترتیب بدهد، چیزی غیرممکن بود.»
ابزار اصلی ضبط او برای تمام ترانه‌های این آلبوم در درجه اول گیتار آکوستیک بود که گاهی اوقات با یک ریف گیتار برقی یا مجموعه کوچکی از درام همراه بود. فقط آخرین ترانه، با عنوان «کیوی مدداگ ۲۰/۲۰» با ابزار کامل یک گروه موسیقی همراه بود.
یکی از اولین اجراهای انفرادی اسمیت در تاریخ ۱۷ سپتامبر سال ۱۹۹۴ در سالن حال-ازبین-رفته اومبرا پنومبرا بود. فقط سه ترانه از رومن کندل، با اکثریت از ده ترانه از بی-ساید ترانه‌های هیت‌مایزر و چندین ترانه‌های پخش‌نشده اجرا شدند. بلافاصله بعد از این اجرا، از او برای اجرای «مری لو لرد» در توری یک هفته‌ای در ایالات متحده دعوت شد. چندین تور کوتاه دیگر نیز بعد از آن اجرا شدند و اسمیت او را کمک برای ضبط یکی از ترانه‌هایش «تو را شناختم» کرد، که یک‌بار خودش ترانه را «یک ترانه گیج خواند که در یک دقیقه نوشته شده» خواند و بیان کرد که ترانه همانند «ایگلز لعنتی نیست».

## درگذشت
الیوت اسمیت در ۲۱ اکتبر ۲۰۰۳ در سن ۳۴ سالگی بر اثر دو ضربه چاقو به سینه‌اش جان سپرد. مطابق به گفته دوست‌دخترش جنیفر چیبا — کسی که اسمیت با او در خیابان لمویون در اکوپارک در همان زمان زندگی می‌کرد — آن‌دو در حال بحث کردن بودند، پس از آن جنیفر وارد حمام شد تا دوش بگیرد. چیبا صدای اسمیت را شنید که فریاد می‌زند و با بازکردن در، اسمیت را ایستاده در حالی که چاقویی در سینه‌اش بود دید. او چاقو را بیرون کشید و اسمیت به روی زمین افتاد و بلافاصله با ۹۱۱ تماس گرفت. اسمیت در بیمارستان در ساعت ۱:۳۶ بعد از ظهر جان سپرد. مرگ اسمیت در همان وقت به عنوان خودکشی ثبت شد، اما نتایج کالبد شکافی که در دسامبر ۲۰۰۳ عرضه شد گواهی یک قتل عمد را می‌داد. با این‌حال، نوشته‌ای که گفته می‌شود شاید مربوط به خودکشی باشد در تکه کاغذی یافت شد که نوشته شده بود، «متاسفم—دوستدارت، الیوت. خدایا مرا ببخش.»
مطابق با صحبت‌های تهیه‌کننده «لری کرین»، او برای میکس آلبوم جدید اسمیت در نوامبر با او قرار گذاشته بود. کرین نوشت:
حدوداً یک‌سال با اسمیت صحبت نکرده بودم. [هفته گذشته] جنیفر به من تلفن کرد و از من پرسید که اگر بتوانم به لس آنجلس آمده و برای به اتمام رساندن آلبوم کمک کنم. من گفتم البته، حتماً و سپس بعد از مدت‌ها با الیوت صحبت کردم. اصلاً فکرش را هم نمی‌کردم که به من برای به اتمام رساندن آلبومش تلفن کرد و یک‌هفته بعد خبر خودکشی او را شنیدم. امروز صبح با جنیفر صحبت کردم که در حین صحبت گریه می‌کرد، می‌گفت اصلاً نمی‌فهمم، او خیلی سالم بود.
گزارش پزشک قانونی افشا کرد که هیچ‌گونه الکل یا مواد غیرقانونی در بدن اسمیت در زمان مرگش یافت نشد. اما داروهای ضدافسردگی و ADHD در سیستم او یافت کردند که شامل اتوموکستین، امفتامین، میرتازاپین و کلونازپام می‌شد. مرگ او هیچ‌وقت به عنوان یک خودکشی ثبت نشد همچنین خبرنگاری اعلام کرد که این مرگ مسلماً یک آدم‌کشی بوده‌است اما مقامات نمی‌خواهند فراتر از این بروند. بدن اسمیت سوزانده شد و هیچ اعلامیهٔ دفنی اعلام نگردید.

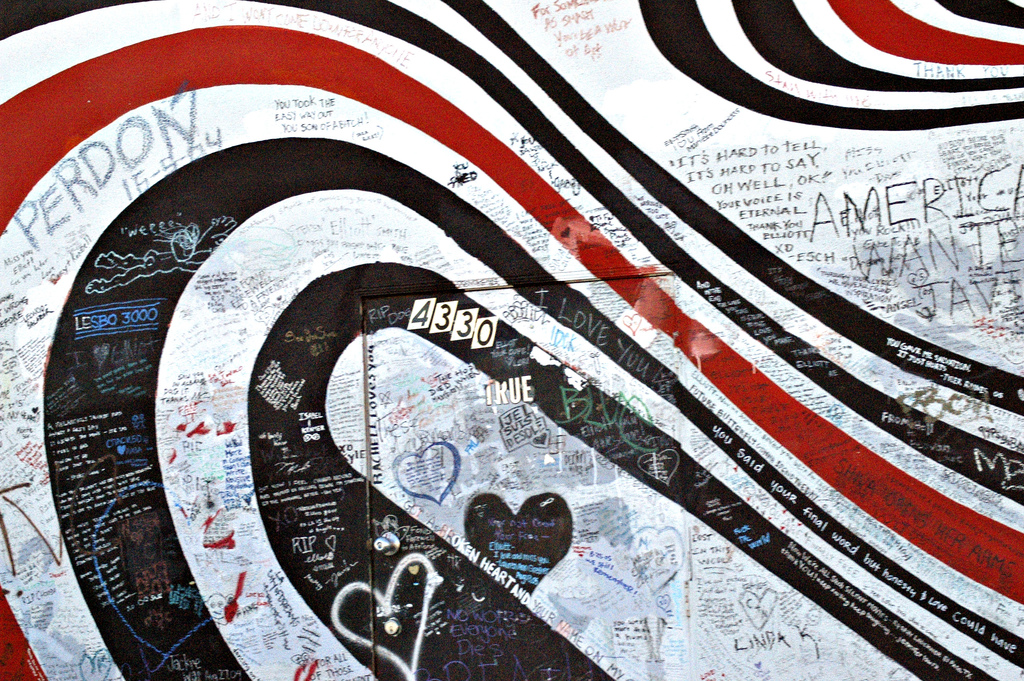
دیوار یادبود الیوت اسمیت در اوت ۲۰۰۶، لس آنجلس، کلیفرنیا

### واکنش‌ها
کمی بعد از اعلام مرگ اسمیت، طرفداران او در بیرون «سولوشن آدیو» در کالیفرنیا، لس آنجلس خیابان ۴۳۳۴، سانست بلوارد، جایی که آلبوم فیگور ۸ ضبط شده بود، تجمع کردند. طرفدارانش پیام‌های خداحافظی را روی دیوارها، گل‌ها، شمع‌ها و بطری‌های خالی الکل حکاکی کردند و یاد ترانه‌های اسمیت را زنده کردند. از آن‌روز به بعد، همان دیوار بارها توسط مردم نقاشی می‌شود، و علاوه بر آن بارها توسط دولت دوباره به رنگ اصلی‌اش بازگردانده شد و در فوریه ۲۰۰۸ از طرف صاحب آن (استودیوی سولوشن) قول گرفته شد که نگهداری شود. این دیوار در حال حاضر با گرافیتی‌های گوناگون دوباره تزئین شده‌است.
کنسرت‌های یادبود در چندین شهر در ایالات متحده و بریتانیا انجام شدند. بعداً درخواستی با بیش از ۱۰٬۰۰۰ امضاء انجام شد که باید مکانی در «سیلور لیک» به افتخار اسمیت ساخته شود که بعدها از سوی دولت نادیده گرفته شد. پلاکی یادبود از اسمیت در دبیرستانی که اسمیت در آن درس می‌خواند در ژوئیه ۲۰۰۶ نصب شد. در این پلاک این‌طور نوشته شده: «هیچ وقت تو را در حال نخواهم شناخت، اما تو را دوست خواهم داشت. الیوت اسمیت» که از ترانه «والتز شماره ۲» اسمیت اقتباس شده‌است.
بعد از مرگ اسمیت، بیش از صدها موسیقی‌دان برای یاد و احترام او اجرا کردند. کارهایی همچون «الیوت اسمیت زنده‌است» توسط بکسیت گودبای، «ریپ‌کورد»، «فقط همین» توسط ریالو کلی، «بمب‌ها و ما» توسط اسپارتا، «الیوت اسمیت» توسط تیرد آی بلایند، «دیرهنگام» توسط بن فولدز، «با ایمان» توسط رت میلر، «بهشت تو را ستایش می‌کند» توسط ارلی‌مارت، «ما آن را نداریم» توسط جوان‌ازپولیس‌وومن، «نمایشی در آسمان» از پیت یورن و جف باکلی همراه با بسیاری از آلبوم‌های ستایشی دیگر که بعد از مرگ او عرضه شدند شامل خانه‌ای به فراموشی: ستایشی به الیوت اسمیت اثر کریستوفر اُریلی، نمونه‌هایی از این ترانه‌ها هستند.
در ۳۰ ژوئیه ۲۰۰۴، جنیفر چیبا دعوی را بر ضد خانواده اسمیت برای ۱۵٪ از سرمایه اسمیت (بیش از ۱ میلیون دلار) انجام داد و ادعا کرد که او و اسمیت به عنوان همسر بودند و اسمیت به او قول داده بود که برای ادامه زندگی‌اش از سرمایه استفاده کند و او به عنوان مدیر اسمیت تا سال ۲۰۰۰ برایش فعالیت می‌کرد. یکی از کارمندان دولت که مسئول این پرونده بود، اعلام کرد که کار کردن او به عنوان مشاور یا مدیر اسمیت به دلیل این‌که او گواهینامه‌ای از این‌کار نداشته، تحت قانون مهارت‌های کالیفرنیا این ادعا باطل است. این ادعا در اکتبر ۲۰۰۷ در دادگاه استینافی وارد شده و چیبا برنده نشد.

## آثار پس از مرگ
آلبوم از زیرزمینی روی تپه با حدود چهارسال زیر تولید بودن، در ۱۹ اکتبر ۲۰۰۴ توسط آنتی- رکوردز منتشرشد. خانوادهٔ اسمیت که مایملاک او را تحت کنترل داشتند، تصمیم گرفتند که راب اسنف و دوست دختر اسمیت جوانا بولم را برای میکس آلبوم فرابخوانند. اگرچه قبلاً هم اسمیت در زمان حیات اعلام کرده بود که این آلبوم دوگانه در دو سی‌دی خواهد بود، این آلبوم در قالب یک سی‌دی در یک آلبوم ۱۵-ترانه‌ای عرضه شد. بسیاری از ترانه‌های تیرهٔ آلبوم با این سی‌دی عرضه نشد (بعداً به صورت غیرقانونی روی اینترنت پخش شد) که شامل «عشق واقعی» (که به‌طور برجسته‌ای با اعتیاد و ترک آن سروکار دارد)، «سوءاستفاده‌شده»، «ستیک‌من»، «گل‌هایی برای چارلی» (که کاملاً در مورد رابطهٔ اسمیت با ناپدری‌اش است) و «دستگاه خودکشی». شایعاتی مطرح بود که خانوادهٔ اسمیت تصمیم گرفته‌بودند که کدام ترانه‌ها باید در آلبوم باشد و کدام نباشد و بنابراین ترانه‌های مذکور را از آلبوم خارج کرده‌اند که البته این ادعاها در حد شایعه باقی‌ماند و هیچ‌گاه تصدیق نشد.
مدت کمی بعد از عرضهٔ از زیرزمینی روی تپه، بنجامین ناگنت کتابی بیوگرافی با نام الیوت اسمیت و نیستی بزرگ را عرضه کرد که تقریباً مصادف با اولین سالگرد درگذشت الیوت اسمیت بود. خانوادهٔ اسمیت همراه با جوانا بولم، جنیفر شیبا، نیل گاست، سم کومز و جانت ویس، هیچ‌کدام حاضر به مصاحبه در این کتاب نشدند و از آن هیچ‌گونه پشتیبانی نکردند. این کتاب شامل مصاحبه‌هایی با راب اسنف، دیوید مک‌کانل و پیت کربز می‌باشد. این کتاب نقدهای مختلفی را دریافت کرد؛ پابلیشرز ویکلی اظهارکرد که «ناگنت سعی‌کرد که بزرگترین لحظه‌های زندگی اسمیت را با یکدیگر یکجاکرده و در قالب بیوگرافی نشان دهد» و در مورد طرفداران اسمیت گفت «آن‌ها از این بیوگرافی کوتاه و کم‌ژرفا واقعاً مأیوس شدند.»

## ترانه‌شناسی منتخب
| تاریخ عرضه    | آلبوم                     | ناشر                          |
| ------------- | ------------------------- | ----------------------------- |
| ۱۴ ژوئیه ۱۹۹۴ | رومن کندل                 | کاویتی سرچ دومینو ریکاردز     |
| ۲۱ ژوئیه ۱۹۹۵ | الیوت اسمیت               | کیل راک استارز دومینو ریکاردز |
| ۲۵ فوریه ۱۹۹۷ | ایدر/اور                  | کیل راک استارز دومینو ریکاردز |
| ۲۵ اوت ۱۹۹۸   | اکس‌او                     | دریم‌وورکز                     |
| ۱۸ آوریل ۲۰۰۰ | فیگور ۸                   | دریم‌وورکز                     |
| ۱۹ اکتبر ۲۰۰۴ | از زیرزمینی روی تپه       | انتی- ریکاردز دومینو ریکاردز  |
| ۸ مه ۲۰۰۷     | ماه نو                    | کیل راک استارز دومینو ریکاردز |
| ۲ نوامبر ۲۰۱۰ | مقدمه‌ای به... الیوت اسمیت | کیل راک استارز دومینو ریکاردز |

## برابرهای انگلیسی
1. ↑  Backseat Goodbye ("Elliott Smith Is Still Alive" on The Good Years)
2. ↑  Rilo Kiley ("Ripchord" and "It Just Is" on More Adventurous)
3. ↑  Sparta ("Bombs and Us")
4. ↑  Third Eye Blind ("Elliott Smith" on Symphony of Decay)
5. ↑  Ben Folds ("Late" on Songs for Silverman)
6. ↑  Rhett Miller ("The Believer" on The Believer)
7. ↑  Earlimart ("Heaven Adores You" on Treble and Tremble)
8. ↑  Joan As Police Woman ("We Don't Own It" on Real Life)
9. ↑  Pete Yorn ("Bandstand in the Sky" on Nightcrawler, a song jointly dedicated to Jeff Buckley)
10. ↑  Christopher O'Riley's Home to Oblivion: An Elliott Smith Tribute